# Calvo Sotelo (1938)
El cañonero Calvo Sotelo, fue un transporte-cañonero de la clase Durango. Su construcción fue encargada a astilleros españoles por el gobierno de México junto con su gemelo el Durango en 1932. Sirvió en la Armada Española desde su incautación por parte de los sublevados en 1936 hasta su baja en 1957.

## Encargado por México

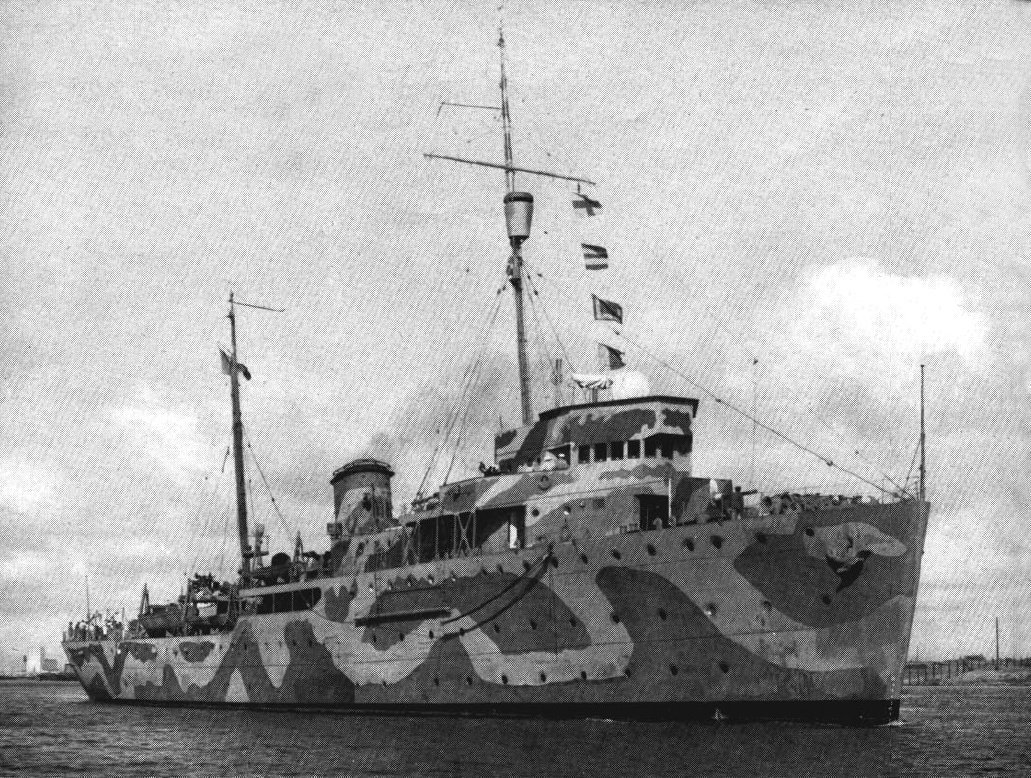
El Durango, gemelo del Calvo Sotelo.

En 1932, el gobierno de México encomendó la construcción de 15 buques para su armada en astilleros españoles por un importe total de 73 millones de pesetas, gracias a un crédito concedido siendo Ministro de la Guerra Lázaro Cárdenas del Río.
Las dos naves más prominentes serían los cañoneros Durango y Zacatecas que serían construidos por los astilleros de la Unión Nacional de Levante en Valencia y Echevarrieta y Larrinaga, de Cádiz. Estas unidades pertenecían a una clase mixta denominados "transportes cañoneros", pues de acuerdo con las especificaciones de la marina mexicana, aparte de un modesto armamento, estos buques habrían de tener capacidad en su bodegas para un batallón de 500 hombres o para 400 más 60 caballos. El Durango, fue botado el 28 de junio de 1935 y se entregó a las autoridades mexicanas el 14 de julio de 1936, muy poco antes del estallido de la Guerra Civil. El Zacatecas, botado el 27 de agosto de 1934, se encontraba inconcluso en el dique n.º 4 del Arsenal de la Carraca (Cádiz) al inicio del conflicto armado, lo que condicionaría su destino.

## Incautado por los sublevados
El Zacatecas fue incautado oficialmente por el Gobierno de Burgos el 30 de mayo de 1938 y renombrado como Calvo Sotelo, en honor al político y diputado José Calvo Sotelo. 
El buque se entregó ese mismo día con su armamento original principal de 4 piezas de 101 mm/45, 2 de 57 mm/42 Nordenfelt, 3 cañones antiaéreos de 20 mm/60 y dos pequeñas ametralladoras. Realizó sus pruebas de mar el 31 de mayo de 1938, notándose cierta falta de estabilidad debido a los requerimientos del gobierno mexicano, aunque dada la penuria de material de la flota nacional, se decidió su uso, siendo su primer comandante el capitán de corbeta Alejandro Molins Soto. En agosto de 1938 pudo completarse, tras agregarle 4 cañones Vickers de 120 mm/45, dos piezas de 88 mm/42 y 3 de 20 mm/65 en sustitución de las anteriores, de menor calibre.
Durante unas reparaciones en Cádiz en octubre de 1938, se le desmontaron las dos piezas superiores de 120 mm, y también un telémetro para montarlo en el cañonero-minador Júpiter, de la clase homónima. Así mismo, se le desmontó el armamento antiaéreo al final de la guerra, aunque no se puede precisar la fecha exacta.

## Historial

### Guerra Civil
Su primera misión en la Guerra Civil no fue de combate sino de instrucción, embarcando a alumnos y guardiamarinas en prácticas entre junio y agosto de 1938. El 3 de septiembre de 1938 se incorporó a las fuerzas que montaban vigilancia en aguas de Gibraltar para impedir la salida del destructor José Luis Díez. En la noche del 29 al 30 de diciembre, el Calvo Sotelo patrullaba a lo largo de la Bahía de Algeciras cuando descubrió al Díez y se aprestó para el combate iluminándolo con su proyector. Ante la llegada de otros buques sublevados más capaces dejó que estos dieran caza al destructor que acabó varando en una playa gibraltareña.
El 14 de enero de 1939 partió de Ceuta y junto con el crucero auxiliar Rey Jaime II, bombardeó las localidades de Adra contra la que efectuó 18 disparos, La Mamola a la que disparó en 15 ocasiones y Castell de Ferro que recibió 33 disparos, retirándose al puerto de Málaga hasta principios de marzo, donde se dedicó a realizar patrullas por la zona. El día 6 de ese mes salió de Málaga con la misión de escoltar los transportes de tropas para la ocupación de Cartagena, volviendo el 7 de marzo de 1939 al anularse la operación por los sucesos que ocurrieron en esa ciudad.

### Posguerra y franquismo
Nada más acabar la guerra, recogió en Gibraltar al destructor José Luis Díez. Seguía al mando del capitán de corbeta Molins, quien pasó al destructor, haciéndose cargo del cañonero el teniente de navío Luis Carlier, dándole escolta hasta Cartagena.
El Calvo Sotelo estuvo destinado desde diciembre de 1939 hasta mayo de 1941 en el Apostadero de Santa Isabel -actual Malabo- en la antigua colonia española de Guinea Ecuatorial.
El buque, a pesar de que era nuevo, siguió dando problemas de pesos y estabilidad después de la Guerra Civil. En 1943, para tratar de solucionarlo, se le redujo el armamento a la mitad bajando también su calibre, quedando con 2 cañones de 101 mm. Transcurrió la posguerra como buque nodriza de la escuadrilla de lanchas torpederas de Tarifa y luego como buque escuela de Flechas Navales de Falange Española. A partir de 1952 quedó en reserva como pontón en el Arsenal de la Carraca y ya no volvió a navegar. Fue dado de baja el 9 de abril de 1957.